# Web-based Distributed Authoring and Versioning
WebDAV (ang. Web-based Distributed Authoring and Versioning) – rozszerzenie protokołu HTTP 1.1 o metody COPY, LOCK, MKCOL, MOVE, PROPPATCH, PROPFIND, UNLOCK. Pozwala na zarządzanie i kontrolę wersji plików na serwerze WWW. Jedyną przeglądarką posiadającą funkcję zapisu poprzez protokół DAV jest Konqueror.
Implementacja WebDAV na serwerze WWW Apache odbywa się poprzez rozszerzenie mod_dav.

## Dodane metody
- PROPFIND – pobierz własności zasobu
- PROPPATCH – zmień lub skasuj różne własności zasobu w atomowej operacji
- MKCOL – utwórz „kolekcję” (katalog)
- COPY – skopiuj zasób z jednego adresu na drugi
- MOVE – przenieś zasób z jednego adresu na drugi
- LOCK – zablokuj zasób (zarówno dzielone jak i wyłączne blokady)
- UNLOCK – usuń blokadę z zasobu.

## Implementacje

### Windows
Początkowo WebDAV w produktach Microsoft pojawił się w Windows 98 w opcji o nazwie „Foldery sieci web”. W kolejnych wersjach systemu protokół został zintegrowany z przeglądarką plików Eksplorator Windows i działa w postaci usługi systemowej. Ścieżki podane przez użytkownika są zamieniane z postaci http://maszyna/sciezka/ na \\maszyna\sciezka\ dla zachowania kompatybilności z API systemu plików.

### Linux
Użytkownicy Linuksa mogą montować elementy udostępnione za pomocą WebDAV przez davfs2 lub fusedav. KDE oraz Nautilus posiada natywne wsparcie dla WebDAV jako część kio_http. Serwer HTTP Apache udostępnia moduły WebDav bazując na davfs oraz Subversion. Apache Subversion używa protokołu bazującego na mod_dav, nie w pełni jednak zgodnego ze standardami.